# John St Loe Strachey
Pour les articles homonymes, voir Strachey.
John St Loe Strachey, né à Clifton (Bristol), le 9 février 1860 et mort à Chelsea (Londres), le 26 août 1927, est un journaliste et propriétaire de journaux britannique.

## Biographie
Il est le deuxième fils de Sir Edward Strachey, 3e baronnet, et de Mary Isabella Symonds, et le frère d'Edward Strachey (1er baron Strachie), et de Henry Strachey. Il s'inscrit au Balliol College, Oxford en 1878, et obtient son diplôme en histoire moderne avec mention, en 1882. Il s'inscrit au barreau, mais choisit finalement le journalisme. Il est rédacteur au magazine The Spectator de 1887 à 1925.
Son fils, John Strachey, est membre du parti travailliste et ministre.

## Publications
- The Adventure of Living : a Subjective Autobiography (1860-1922), , sur Gutenberg